# Cretiscalpellum aptiensis
Cretiscalpellum aptiensis är en kräftdjursart. Cretiscalpellum aptiensis ingår i släktet Cretiscalpellum och familjen Scalpellidae.

## Underarter
Arten delas in i följande underarter:
- C. a. aptiensis
- C. a. antarcticum